# Principistas de Irán
Los Principistas (en persa: اصول‌گرایان, Osul-Garāyān, ‘seguidores de los principios’, o también llamados ‘fundamentalistas’) —también conocidos de forma intercambiable como los conservadores iraníes, y anteriormente denominados la Derecha o la derecha política— son uno de los dos principales bloques políticos en el Irán posterior a la Revolución iraní de 1979; el otro bloque lo conforman los Reformistas.
El término "duros" que algunas fuentes occidentales utilizan en el contexto político iraní generalmente hace referencia a esta facción, aunque el campo principista también incluye tendencias más centristas.
La facción rechaza el status quo en política internacional, pero favorece la preservación interna del sistema.

## Demografía
Los Principistas tienen un mayor apoyo entre los votantes rurales, la clase trabajadora y las clases medias bajas, así como entre los votantes mayores.

## Facciones
El movimiento principista abarca varias facciones. Algunas son:
- La Sociedad del Clero Combatiente: la organización religiosa conservadora tradicional más influyente.
- El Frente de la Estabilidad Islámica: una agrupación de línea dura surgida tras el Movimiento Verde.
- La Coalición Popular de Fuerzas Revolucionarias Islámicas (Jamna): un intento de unificación de las facciones conservadoras antes de las elecciones presidenciales de 2017.[18]
- La Sociedad de Maestros del Seminario de Qom: clérigos influyentes de las escuelas religiosas de Qom.
- El Partido del Desarrollo y la Justicia: relacionado con Mohammad Bagher Ghalibaf.

Existen también diferencias tácticas y generacionales. Algunos miembros apoyan una apertura moderada en política exterior (como Ghalibaf), mientras otros son más hostiles al diálogo con Occidente (como los del Frente de la Estabilidad).

## Resultados electorales

### Elecciones presidenciales
Los Principistas han presentado o apoyado candidatos en múltiples elecciones presidenciales desde 1997. Entre los más destacados se encuentran:
- Mahmud Ahmadineyad – presidente entre 2005 y 2013, con fuerte apoyo de sectores populares y religiosos.
- Ebrahim Raisi – actual presidente desde 2021, respaldado por todas las principales facciones principistas.

### Elecciones parlamentarias
El bloque principista ha dominado varias legislaturas del Majlis (Parlamento de Irán), especialmente en 2004, 2008 y 2020, beneficiándose de la descalificación de candidatos reformistas por parte del Consejo de Guardianes.

### Elecciones a la Asamblea de Expertos
Los candidatos respaldados por los principistas suelen obtener una representación significativa en este órgano, encargado de elegir al Líder Supremo.